# 제17회 세계 스카우트 잼버리
제17회 세계 스카우트 잼버리는 1991년에 대한민국 강원도(현 강원특별자치도) 고성군에서 개최된 세계 스카우트 잼버리 대회이다. 1991년 8월 8일부터 8월 16일까지 고성군 토성면 신평리 설악산국립공원 일대에서 진행되었다. 대한민국에서 처음 열린 세계 스카우트 잼버리 대회이다.
이번 잼버리의 주제는 "다양한 나라, 하나의 세계"(Many Lands, One World)”로, 약 135개국 및 지역에서 약 2만 명의 스카우트들이 참가하였다. 특히 동유럽 국가들의 참여가 두드러졌는데, 이는 구(舊) 공산권 국가들인 중앙·동유럽 및 소비에트 연방의 모든 국가에서 소련 해체 직전 수개월 동안 스카우트 활동을 재건하고 있었기 때문이다. 체코슬로바키아와 헝가리는 1947년 이후 처음으로 세계스카우트운동기구 회원국 자격으로 참가하였으며, 불가리아, 벨라루스, 에스토니아, 라트비아, 리투아니아, 폴란드, 루마니아, 러시아, 우크라이나, 유고슬라비아 또한 각각 대표단을 파견하였다.
행사 초반에는 비와 홍수로 인한 악천후가 계속되어 큰 어려움을 겪었다. 개회식과 폐회식은 1988년 하계 올림픽에 버금가는 규모로 기획되었으며, 이번 잼버리에서는 최초로 세계개발마을(Global Development Village) 프로그램이 운영되었다. 또한 노태우 대한민국 대통령, 스웨덴의 칼 16세 구스타프 국왕, 모로코의 물라이 라시드 왕자가 현장을 방문하였다.
참가자들을 위해 Sorak Daily라는 신문이 발행되었다.
영국 대표단은 로버트 베이든포웰 경이 1907년에 실시한 스카우트 실험 캠프를 재현하기 위해 브라운시 섬 스카우트 캠프의 복제본을 운반하였으며, 이는 잼버리에서 가장 많은 사진과 영상에 담긴 행사로 기록되었다.
아울러 스카우트들은 한국과 일본에서의 홈스테이 프로그램을 통해 현지 문화를 체험하였다.

## 과정 프로그램
일반활동
민속놀이, 날염, 개척물제작, 컴퓨터, 공예, 사격, 국궁, 자유광장, 장애활동
특수활동
패러글라이딩, 오토바이, 챌린지밸리, 자전거모험, 모터글라이딩, 아마추어무선, 열기구, 스케이트보드
수상활동
낚시, 원드서핑, 고무보트, 카누, 인명구조
해상활동
수영, 웨이브서핑, 스킨다이빙, 스쿠버다이빙, 윈드서핑, 요트, 쾌속항해
선택활동
유적답사 , 고전놀이, 지구촌 개발

## 행사 이후
행사가 진행된 장소는 1993년 5월에 강원특별자치도 세계 잼버리 수련장으로 전환되었다.
이 수련장은 이후 세 차례의 아시아·태평양 잼버리(1996년 17회, 2000년 21회, 2004년 24회) 등 수차례의 국제 행사와 국내 행사를 개최하였다.

## 방송
잼버리 대회 기간에 JBC 세계잼버리방송(호출부호: HLKJ-FM; 주파수: FM 95.9㎒)이라는 이름으로 FM 라디오 방송을 고성군 일대에서 임시로 운영했다.

## 여담
제17회 세계잼버리 개회식에 앞서 판문점을 통해 북측에 세계잼버리 초청장을 전달할 계획이었으나, 북측이 접수를 거부함에 따라 북측 청소년들의 대회 참가는 무산되었다.
그럼에도 불구하고 갖가지 이야기와 화제를 뿌렸던 제17회 세계잼버리대회는 스카우트 정신을 가진 청소년들이 모인만큼 다른 어떤 국제행사보다도 의미있고 알찬 행사였다는 것이 일반적인 평이다.

## 같이 보기
- 제25회 세계 스카우트 잼버리: 2023년에 대한민국 전라북도 부안군 새만금 간척지에서 개최된 행사.